# Swan Song Records
Swan Song Records war ein Musiklabel, das 1974 von der britischen Rockband Led Zeppelin gegründet wurde.

## Geschichte
Gegründet wurde Swan Song am 10. Mai 1974 von Jimmy Page, Gitarrist und Kopf der britischen Rockgruppe Led Zeppelin, sowie Peter Grant, dem Produzenten der Band. Damit sollte bezweckt werden, dass die künstlerische Kontrolle der künftigen Alben bei der Band selbst liegt.
Der Name „Swan Song“ ist die englische Bezeichnung für den auch im Deutschen sprichwörtlichen Schwanengesang.
Led Zeppelin waren zu jener Zeit das Aushängeschild von Atlantic Records. Der Vertrag zwischen Atlantic und Led Zeppelin war für beide Parteien sehr vorteilhaft. Zwar musste Atlantic zusagen, dass kein anderer bei ihnen unter Vertrag stehende Interpret jemals mehr Tantiemen erhalten würde als Led Zeppelin; auch musste die Firma einen für damalige Verhältnisse astronomischen Vorschuss von 200.000 US-Dollar zahlen. Andererseits konnte Atlantic die Band weltweit unter Vertrag nehmen, was sich angesichts der Tatsache, dass Led Zeppelin in den frühen siebziger Jahren zu der erfolgreichsten Band der Welt aufstiegen, als unglaublicher Glücksfall erwies.
Der Erfolg des vierten Albums (1971) machte die Band endgültig zu Superstars. Der Einfluss von Atlantic Records schwand, denn man wusste, dass die Band imstande war, mit ihrem Namen allein die Charts zu stürmen und dabei jede Musik machen konnte, die ihr beliebte. Diese Vermutung bestätigte sich, als 1973 „Houses of the Holy“ sowohl in Großbritannien als auch in den Vereinigten Staaten auf Platz 1 stieg, und Led Zeppelin weltweit in ausverkauften Stadien spielen konnte.
Der Erfolg beflügelte Jimmy Page schließlich dazu, die Plattenfirma im Prozess der Entstehung komplett auszuschalten, und an den Gewinnen lediglich zu beteiligen. Atlantic sagte zu, fünf Alben auf einem bandeigenen Label zu veröffentlichen. Jimmy Page gab diesem den Namen „Swan Song“, der ursprünglich als Titel für das nächste Album gedacht war.
„Physical Graffiti“, welches 1975 bei „Swan Song“ erschien, zeigte sofort deutlich, dass die Band für ihre Platten nun vollkommen selbst verantwortlich war: Die Hälfte der enthaltenen Lieder stammten von früheren Aufnahmesessions.
„Physical Graffiti“ war jedoch nicht die erste bei „Swan Song“ erschienene Platte; 1974 wurde das Debütalbum von Bad Company bereits unter dem Label veröffentlicht. Das Label nahm noch weitere Bands, die später als Legenden des Hard Rock gewertet wurden, unter Vertrag, darunter die Pretty Things und Detective.
Bei „Swan Song“ wurden von Led Zeppelin später die Alben „Presence“ und „In Through the Out Door“, sowie das Live-Album „The Song Remains the Same“ veröffentlicht. Als 1980 die Band nach dem Tod John Bonhams ihre Auflösung bekannt gab, wurde Page an die Verpflichtung erinnert, bei Swan Song fünf Platten zu veröffentlichen, welcher er mit der eher unbeliebten Sammlung unveröffentlichter Aufnahmen, „Coda“, nachkam.
Die ersten Soloalben von Jimmy Page und Robert Plant wurden noch bei „Swan Song“ veröffentlicht. Das letzte unter dem Label veröffentlichte Album war 1983 „Wildlife“ von der gleichnamigen Gruppe.